# Католицизм в Италии
Римско-католическая церковь является доминирующей христианской конфессией в Италии. По данным на 31 марта 2003 года количество прихожан католической церкви составляет от 57 610 000 до 55 752 000 человек (около 96,77 % населения страны), из них от 33 до 38 % являются активными прихожанами; 10 % католиков участвуют в различных церковных служениях. На территории Италии существуют 228 диоцезов и 25 682 прихода Римско-католической церкви.

## История
Уже в I веке нашей эры на Аппенинском полуострове возникли первые христианские общины, связанные с апостольской деятельностью апостолов Петра и Павла. Во II – III вв. значительно крепнет авторитет римской церкви. Во второй половине III в. епископ римский, чья должность впоследствии будет именоваться Папа Римский, практически управлял всеми диоцезами Италии и имел право назначать там епископов. В Средние века город Рим и Папа, который, согласно католическим догматам, является наместникам Бога на Земле, обладали неограниченной властью в Западной Европе, контролируя духовную, социальную и даже политические сферы. В Новое время, несмотря на кризис церкви, научный прогресс и Реформацию, авторитет Папы и религиозность в Италии всё ещё оставались на высоком уровне.

## Современное положение
Сегодня около 95% итальянцев исповедуют католицизм, из которых треть являются активными прихожанами. В Италии 225 епархий и архиепархий, больше, чем в любой другой стране мира, за исключением Бразилии. Здесь также находится наибольшее количество приходов (25 694), монахинь (102 089), монахов (23 719) и священников (44 906, в том числе светских (то есть епархиальных) и религиозных (принадлежащих мужскому религиозному институту)).
Епископы в Италии составляют Конференцию Итальянских Епископов (итал. Conferenza Episcopale Italiana). В отличие от большинства епископских конференций, председатель итальянской конференции назначается Папой Римским. С мая 2017 года этот пост занимает кардинал Гуальтьеро Бассетти.